# 魂斗羅ザ・ハードコア
『魂斗羅 ザ・ハードコア』（英名:Contra Hard Corps、欧州版:Probotector）は、1994年に日本のコナミが開発・販売したメガドライブ用アクションシューティングゲーム。1994年8月8日に北米で発売され、日本においては同年9月15日に発売された。

## 概要
本作は『魂斗羅シリーズ』の1つであり、第5作目。これまでの主人公であったビル・ライザーとランス・ビーンが登場せず、代わりに「魂斗羅部隊」なる精鋭部隊の4人の男女とロボットが主役に変更されているのが特徴である。
前作『魂斗羅スピリッツ』（1992年）の5年後を舞台に、「魂斗羅部隊」と呼ばれる4人の主人公を操作してエイリアン細胞を奪還する事を目的としている。新規アクションの追加、武装が個別化された操作キャラクター、プレイヤーの選択で分岐するステージなど新要素が追加されている事を特徴としている。
開発はコナミが行い、プロデューサーは『バンパイアキラー』（1994年）を手掛けた桐田富和、ディレクターおよびシナリオライターは『ロケットナイトアドベンチャーズ』（1993年）を手掛けた中里伸也、音楽は『ロケットナイトアドベンチャーズ』を手掛けた小林でび、PCエンジンSUPER CD-ROM2用ソフト『ときめきメモリアル』（1994年）を手掛けた荘司朗の他に山根ミチル、山岡晃、谷口博史が担当している。
キャラクターデザインに梅津泰臣を起用し、従来の硬派で洋画的なイメージからアニメに近い作風へ変化したほか、ストーリー性にも重点が置かれた。
本作は日本のゲーム市場ではメガドライブのシェア自体が厳しい時期（メガドライブの全歴史でいうと後期）に発売されたソフトであり、そこに起因する理由からソフトの生産数が少なかったとされている。リリース後も他の汎用的なゲーム機への移植が長らくされていなかったが、2019年9月19日発売のメガドライブの復刻版「メガドライブ ミニ」にて収録された。

## ゲーム内容

### システム
本作では基本操作はシリーズを踏襲しているものの、新たに長い無敵時間と攻撃力を持つスライディングが可能になっている。MSX2版『魂斗羅』以来のライフ制（海外版ではライフ制ではなく従来通り一撃死）で、2発まで攻撃に耐えられるのも特徴（稀に一撃で死ぬ攻撃もある）。また、『スピリッツ』の複数の武器の使用が可能、その場でキャラクターを固定して8方向に撃ち分けるといった操作も引き継いでいる。しかし、その操作方法も変わっている。
A〜Dのアイテムカプセルおよびボムを取得することによって、カプセルのアルファベットに対応した武器が使用可能になる。また、死亡した場合そのとき装備していた武器が失われる。新規取得のアイテムカプセルの場合、その場で選択武器が変わってしまう。そのため、状況によっては突然不利になってしまうこともある。
シリーズで唯一、選択肢によりステージおよびストーリーが変化する。このため、MSX2版『魂斗羅』に次ぐステージ量となっている。
タイトルに「ハードコア」とあるように、ライトユーザーを完全に置き去りにした難易度設定となっている。
操作キャラクターとして4人のメインキャラクターから選ぶことができる。キャラクターによって武装が大きく異なり、劇中での台詞も変化する。

### 武器
全キャラクター共通武器は以下2つ。
マシンガン (Machine Gun)
初期火器。使い勝手は良好だがボス戦ではやや力不足。A武器に振り分けられており、「A」のアイテムカプセルを取得した場合はそちらの武器へ変化する。また、A武器を失った際はこちらに変化する。
ボム (Bomb)
画面全体攻撃。弾数制限があり、武器選択しなければ使用できない。

## 設定

### ストーリー
エイリアン戦争（『魂斗羅スピリッツ』）から5年の月日が流れた。人類は復興への道を歩み始めていたが戦後の混乱は依然として続き、従来では考えられないような新型の凶悪犯罪も増えつつあった。政府はこれに対抗すべく、特別チーム「統合軍機動部隊特殊任務班K-X」を結成。人々は彼らをエイリアン戦争の英雄に準え、「魂斗羅部隊」と呼んだ。
そして、西暦2641年のクリスマスイブ。軍の防衛システムが何者かによってハッキングされ、都市で無人機動兵器が暴走を始めた。直ちに出撃し、鎮圧に当たる魂斗羅部隊だが、それは単なるオトリ作戦に過ぎず、事件の混乱に乗じて軍の研究所からエイリアン細胞が奪われてしまった。事件を先導していたのは、かつてエイリアン戦争の英雄と呼ばれたバハムート大佐だった。今、魂斗羅部隊が巨大な陰謀に立ち向かう。

### ステージ構成
CITY - STAGE 1
- ボス: 四つ足ロボ、マキシマム・ジャンボ、パワード忍者村雨

全ルート共通ステージ。ステージ序盤から中ボスとの連戦が待っている。また、ステージ最後の選択肢によってルートが分岐する。
STAGE 1で「デッドアイジョーを追う」を選択した場合
HIGHWAY - STAGE 2
- ボス: ハイウェイスパイダー、小型戦艦、高機動追尾ロボット

可変戦闘バイクモトロイドに乗りながら戦う強制スクロール面。ボス戦は擬似3Dになっており、バイクを失った魂斗羅自らが走る。
STAGE 1で「研究所へ救援に向かう」を選択した場合
DOG FIGHT - STAGE 3
- ボス: 小型戦車、ロケット忍者、飛行大魔神ワンダーバード、巨大ロボ

前半はSTAGE 2と同じく強制スクロール、後半からは任意スクロール。
JUNK YARD - STAGE 4
- ボス: ダストマン、ノイマン・カスケード

全ルート共通ステージ。ボスであるカスケードとは、バーチャル空間で戦う。また、ステージのある場所から隠しステージであるSTAGE 13へ行く事ができる。
- バトルコロシアム - STAGE 13

隠しステージ。序盤の選択肢で「やってみる」を選択した場合、ボスキャラクターとの3連戦が始まる。「やめておく」を選択した場合、再びSTAGE 4の元いた場所へ戻される。
最初のボス戦BGMおよびエンディングBGMは、同社のアクションゲーム『悪魔城ドラキュラ』のBGMの1つ、「Vampire Killer」のアレンジ。
JUNGLE - STAGE 5
- ボス: ミヤオカッパー、エビルスノーマン、ロングハンド・ガイ

全ルート共通ステージ。2つ目に訪れたステージ（STAGE 2かSTAGE 3）によって、ロングハンド・ガイの攻撃パターンが一部変わる。
TRAP - STAGE 6
- ボス: モンスタージェネシスマシン、フキンシーン

全ルート共通ステージ。序盤の選択肢で「断じて戦う」を選択した場合のみ戦闘が発生する。ドクターの作り上げたモンスタージェネシスマシンが次々とエイリアンを作り出し、襲ってくる。
STAGE 3を通り、かつSTAGE 6で「降伏して反撃のチャンスを待つ」を選択した場合
MILITARY TRAIN - STAGE 7
- ボス: 滑車ガンナーBros、ファイナルカウント砲、パワード忍者YOKOZUNA

ボスであるYOKOZUNAは、続編である『真魂斗羅』にも後継機が登場している。後にゲームボーイアドバンスで発売された『魂斗羅ハードスピリッツ』ではSTAGE 2として登場。
BIG BATTLE - STAGE 11
- ボス: クラブ・ザ・ジョー、ドクタースパイダー、バハムート・オーバードライブ

最終ステージ。ボスであるバハムート・オーバードライブは3段階までパワーアップする。『ハードスピリッツ』ではSTAGE 5として登場。
STAGE 3を通り、かつSTAGE 6で「断じて戦う」を選択した場合
OVERSEAS - STAGE 8
- ボス:3体合体変形メカ・タケッダーロボ

ザコ敵との戦いは一切無く、序盤から終盤までタケッダーロボとの戦いになる。
MISSILE - STAGE 9
- ボス: 組体操ソルジャー、バハムート大佐、デッドアイ・ジョー、エイリアン搭載ミサイル

最終ステージ。ステージ終盤の選択肢によってはバッドエンディングへ直行してしまう（ただしコンティニューしてこのステージからやり直すことが可能）。
STAGE 2を通り、かつSTAGE 6で「断じて戦う」を選択した場合
ALIEN'S LAIR - STAGE 10
- ボス: ゲボリアン、ジャバ、陰獣キムコウ、マザーエイリアン

最終ステージ。道中を駆け回るザコエイリアン同士が重なると、共食いを始めるという演出がある。
STAGE 2を通り、かつSTAGE 6で「降伏して反撃のチャンスを待つ」を選択した場合
SPACE STATION - STAGE 12
- ボス: マッハ777、究極最終砲ビッグマグナム

最終ステージ。序盤は爆風から逃げる強制スクロール、中盤以降はドクターやバハムートとの最終決戦となっている。

## 登場人物
欧州版では、Dr.ジオ・マンドレイクとノイマン・カスケード以外は全員ロボットに変更されている。

### プレイアブルキャラクター
レイ・パワード (Ray Poward)
スラム出身の不良だったが非常に高い素養を有していたため、魂斗羅部隊の構成員に抜擢された青年。やや直情的で熱血漢。
本作では美形だが、海外のみでリリースされた作品では作風の違いから物凄く濃い見た目へ変貌している。
武装は従来のシリーズを踏襲したもので、癖が少なく使い勝手も良いが、3人中唯一貫通兵器を持たないのでやや火力不足気味ともいえる。
欧州版での名前は「Probotector CX-1」。
A=バルカンレーザー (Vulcan Laser)
小型のレーザーを連射する。唯一、貫通属性の無いレーザー武器。
B=クラッシュガン (Crush Gun)
敵に当るか一定距離を飛ぶと爆裂する弾丸を発射。爆風自体にも攻撃力があり、総威力が高いためボス戦で活躍する。
C=スプレッド (Spread)
大き目の弾丸を5WAYに発射する。発射した弾が消えないと次弾を発射できない弱点を抱える。
D=ホーミング (Homing)
敵を自動追尾する小型ミサイルを連射。威力は低いが弾切れが無いため、雑魚戦や弱点を狙い難いボスで重宝する。
シーナ・エトランゼ (Sheena Etranze)
シリーズ初の女性戦士。セクシーな容姿に反して男勝りの高い戦闘能力を持つ。過去の経歴は不明だがある組織でゲリラ活動を行っていたらしい。
レイ同様、癖の少ない武器で構成されており使い勝手が良い。唯一、2種もレーザー武器を持つ。
欧州版での名前は「Probotector CX-2」。
A=ジェノサイドバルカン (Genocide Vulcan)
大口径の弾丸を連射する。
B=シャワークラッシャー (Shower Crasher)
レイのクラッシュガンと同じ爆風効果を持つ炸裂弾を発射でき、弾丸が途中で落下から爆発するのが特徴。斜め上に向けて撃てば弾道が放物線となる。
C=ブレイクレーザー (Break Laser)
高い破壊力と貫通性能を誇る長いレーザー。従来のシリーズのレーザーライフルとほぼ同じ性能。
D=アクスレーザー (Axe Laser)
5WAYの小型レーザーを撃ちだし、敵に向かって収束する唯一の追尾レーザー。連射が利くことと広範囲に攻撃できるため使い勝手が良い。元ネタは『アクスレイ』のニードルクラッカーから。
ブラッド・ファング (Brad Fang)
狼のような風貌で、遺伝子操作とサイボーグ技術で生み出された生体兵士。見た目によらず冷静で理知的な人物である。
武装は威力の高い物が揃っているが、射程に限りがあったり、真横にしか撃てないという欠点を持つものもある。また、レーザー系武器やホーミング性能を持つ武器が無い。
欧州版での名前は「Probotector CX-3」。
A=ビーストショット (Beast Shot)
拡散しつつ連射するガトリングガン。飛距離が遠くなるほど見た目と当たり判定が大きくなるため、使い勝手が良い。
B=爆裂パンチ (Bomb Punch)
爆風を起こすパンチ。左右にしか撃てず、射程も短いものの連射が利くため雑魚への対処にも使える。
C=ファイアー (Fire)
火炎放射器。『スピリッツ』とほぼ同様の性能で、射程は短いが高威力と貫通性を持つ。振り回すことが出来るため雑魚戦でも重宝する。
D=サイコブラスター (Psycho Blaster)
ボタンを長押しすることで強力なショットが発射できる溜め武器。最大チャージ時は全武器中最大の破壊力を誇るが、チャージ時間が長いのと左右にしか撃てないのが難点。これをいかにうまく使うかがボス戦での鍵となる。
ブラウニー (Browny)
小型の戦闘用ロボで、正式名称は「CX-1-DA-300戦闘ロボ」。性格は陽気でコメディリリーフ的なキャラクターだが、その戦闘能力と諜報能力は極めて高い。
トリッキーな武器が多い。体格が小さく、他のキャラクターではしゃがまないとかわせない攻撃も立ったままでかわせることができる。唯一、二段ジャンプが可能で、ジャンプ中にジャンプボタンを押しっぱなしにすることでホバリングにより落下を遅くすることもできる。
欧州版では唯一容姿が変わっていないが、名前は「Probotector CX-4」に変更されている。
A=ビクトリーレーザー (Victory Laser)
V字型のレーザーを連射する。ファイアーのように振り回すことができるが、振り回せる速度が遅い。即座に別方向へ発射する場合は一旦ボタンを離す必要がある。
B=ジェミニスキャッター (Gemini Scatter)
一定距離を飛んだ後ブーメランのように戻ってくる弾を連射する。威力が高く、ボス戦でしばしば重宝する。
C=超電磁ヨーヨー (Super Eletromagnetic Yo-Yo)
敵を自動追尾するヨーヨーを発射。威力は極めて強力なものの、追尾性能が甘いため連続的に当たることがあまり無い。操作にはテクニックを要する。
D=シールドチェイサー (Shield Chaser)
ボタンを押すと6発の大型の弾丸がブラウニーの周りで回転し、ボタンを離すと敵に向かって収束しつつ飛んで行く追尾武器。敵がいない場合はバラバラに飛んでいってしまう。

### その他の登場人物
ドイル班長 (Commander Doyle)
魂斗羅部隊司令官、ステージ冒頭でプレイヤーに指示を出す。また、レイの資質を見出した人物。『魂斗羅 ローグ コープス』のカイザー（マックス・ドイル）とは親戚。
バハムート大佐 (Colonel Bahamut)
「エイリアン戦争」で活躍した英雄だったのだが、2年前にクーデターを起こし失踪。エイリアン細胞を手中に収め、世界征服をしようと企む。
デッドアイジョー (Deadeye Joe)
バハムート大佐に加担するテロリスト。プレイヤーキャラクターをライバル視する。正々堂々を好む一面もある。
Dr.ジオ・マンドレイク (Dr. Geo Mandrake)
科学者。遺伝子工学の権威で、エイリアン細胞についての研究を行っていたが、政府の消極的な姿勢に失望し、バハムート大佐の協力者となる。欧州版では裏切らない。
また、バイオロイドの研究も行っていた様で、彼の開発プランは軍によって極秘裏に引き継がれた。その結果誕生したのが『真魂斗羅』の2Pキャラクター、ルシアである。
ノイマン・カスケード (Noiman Cascade)
凄腕のハッカーで麻薬中毒者。金の為にバハムート大佐と結託した。ジャンクヤードのボスでもある。
エアポリス (Air Police)
ヘリに搭乗するパトロール隊隊員。ステージによってはプレイヤーに協力することもある。『真魂斗羅』付属のコミックスでも酷似した人物が登場する。

## 移植版
| No. | タイトル                                            | 発売日                                    | 対応機種                                               | 開発元    | 発売元       | メディア         | 型式                  | 売上本数 | 備考                                                                                |
| --- | --------------------------------------------------- | ----------------------------------------- | ------------------------------------------------------ | --------- | ------------ | ---------------- | --------------------- | -------- | ----------------------------------------------------------------------------------- |
| 1   | 魂斗羅 アニバーサリーコレクション                   | 2019年6月12日                             | PlayStation 4 Xbox One Nintendo Switch Windows (Steam) | M2        | KDE          | ダウンロード     | -                     | -        | 国内版、欧州版(PROBOTECTOR)を収録 アップデートにより英語版(Contra:Hard Corps)が追加 |
| 2   | 魂斗羅 ザ・ハードコア CONTRA Hard Corps Probotector | 2019年9月19日 2019年10月4日 2019年9月19日 | メガドライブ ミニ                                      | M2        | セガゲームス | プリインストール | - HAA-2520 - MK-16000 | -        | 本体にあらかじめ収録されている42タイトルの中の一つ。                                |
| 3   | セガ メガドライブ for Nintendo Switch Online        | 2021年10月26日                            | Nintendo Switch                                        | 任天堂 M2 | 任天堂       | ダウンロード     | -                     | -        |                                                                                     |

## スタッフ
- ディレクター、シナリオ・ライター、グラフィック・スーパーバイザー：中里伸也
- メイン・プログラム：みやおかけんじ
- エネミー・プログラム：竹田孝司、濱田英美、唐沢幸一
- ヘルプマン：堀尾健一郎
- デザイン・ワークス：NICE GUY（島村信一郎）、BIKE MAN（鈴木一哉）
- サウンド・ワークス：H.DEVI KOBAYASHI（小林でび）、あきろぴと（荘司朗）、みやおかけんじ、CHIRU2 YAMANE（山根ミチル）、GAJOKAI（山岡晃）、NITACHIGU（谷口博史）
- パッケージ・デザイン：熊坂省吾
- スペシャル・サンクス：春木豊、オールコナミスタッフ
- プロデューサー：桐田富和

## 評価
- ゲーム誌『ファミコン通信』の「クロスレビュー」では、7・5・7・5の合計24点（満40点）、『メガドライブFAN』の読者投票による「ゲーム通信簿」での評価は以下の通りとなっており、22.6点（満30点）となっている。

| 項目 | キャラクタ | 音楽 | お買得度 | 操作性 | 熱中度 | オリジナリティ | 総合 |
| 得点 | 3.8        | 3.9  | 3.4      | 4.0    | 4.1    | 3.5            | 22.6 |
- ゲーム本『メガドライブ大全』（2004年、太田出版）では、メガドライブの16ビットCPUの性能を限界まで使用した演出面に関して絶賛した他、コース選択が可能な点に関しては「繰り返しのプレイが可能」と称賛、さらに多関節表現によるキャラクターの動作に関しては「理屈の塊であるプログラムが理屈抜きの面白さを表現している」と絶賛した。